# Ira Wibowo
R.A. Ira Wibowo Wirjodiprodjo, más conocida por su nombre artístico Ira Wibowo (Berlín, Alemania; 20 de diciembre de 1967), es una actriz y presentadora de televisión de entretenimiento indonesia. Fue nombrada maestra de ceremonias en el evento de RCTI Cine-Cinema con Mayong Suryolaksono, el programa de películas tituladas cines de la patria.

## Vida personal
Ira Wibowo es esposa del cantautor Katon Bagaskara, se casaron el 28 de octubre de 1996. Desde su matrimonio, han sido bendecidos con dos hijos llamados Andhika Radya Bagaskara y Mario Arya Bagaskara y de soltera con el mismo cónyuge una hija llamada Chika Putri Bagaskara.

## Carrera
De madre alemana y padre indonesio natural de java, ella se trasladó a Indonesia a partir de 1982 después de una docena de años fuera del país. Ha trabajado en relaciones públicas (1991-1993), a pesar de una película ha participado a partir desde 1984. Eso fue su primer debut en el cine, en la película titulada Ladrón de Amor (Kemudian ia ikut). Luego se unió a Harry de Fretes para conducir un programa de televisión de género comedia, llamada "Lenong Rumpi".

## Filmografía
- Pencuri Cinta (1984)
- Itu Bisa Diatur (1984)
- Gantian Dong (1985)
- Anak-Anak Malam (1986)
- Merangkul Langit (1986)
- Beri Aku Waktu
- Kasmaran
- Cinta Anak Jaman
- Malioboro
- Jodoh Boleh Diatur (1988)
- Cintaku di Way Kambas (1990)
- Lenong Rumpi (1991)
- Lenong Rumpi II (1992)
- Mirror (2005)
- I Love You, Om (2006)
- Dunia Mereka (2006)
- Mengejar Mas Mas (2007)
- Get Married (2007)
- Summer Breeze (2008)
- Liburan Seru! (2008)
- Bestfriend? (2008)
- Get Married 2 (2009)
- Ngebut Kawin (2010)
- Love and Edelweis (2010)
- 3 Hati Dua Dunia, Satu Cinta (2010)

## Sinetron
- Sartika (1987)
- Lenong Rumpi (1991)
- Keluarga Van Danoe (1995)
- Losmen (1986)
- Aku Mau Hidup (1995)
- Bella Vista I (1995)
- Lika Liku Laki-Laki (1995)
- Mutiara Cinta (1995)
- Jalan Kehidupan (1997)
- Harkat Wanita (1998)
- Buah Hati Yang Hilang
- Bukan Cinta Sesaat (1998)
- Dua Cinta (Mutiara Cinta 2) (2001)
- Serberkat Kasih Mama
- Yaho (2002)
- Amanah (2003)
- Kisah Sedih Di Hari Minggu (2004)
- Cerita Si Angel (2004)
- Kumpul Bocah (2004)
- Bunga Di Tepi Jalan (2005)
- Club Cheetah (2005)
- Dari Mana Datangnya Cinta (2001)
- Seminggu 7 Cinta (2008)
- Kembang Padang Kelabu (2001)
- Saidi & Saidah (2005)
- Bukan Salah Bunda Mengandung (2006)
- My Love (2007)

## FTV
- Teh & Soda (2000)
- 1 Cermin 2 Bayang-Bayang (2001)
- Hera Dan Warsito (2002)
- Dua Perintaan (2002)
- Matinya Istri Kedua (2003)
- Guruku Sayang (2003)
- Gotong Royong Salah Peti Mati (2003)
- Dua Bayangan Topeng (2003)
- Tangisan Ibu Tiri (2004)

## Anuncio
- Olay - 2007

- Super Pel - 2008-2009